# Nareen Shammo
Nareen Shammo (née en 1986 à Bachiqa, en Irak) est une journaliste d'investigation yézidie et défenseuse des droits humains.

## Jeunesse
Nareen Shammo étudie la littérature anglaise à l'Université Al-Hadba de Mossoul, puis travaille comme journaliste et productrice de télévision pendant 9 ans et mène actuellement une campagne pour les droits des femmes yézidies.

## Activisme
En 2014, Nareen Shammo quitte son emploi à la télévision lorsqu'elle apprend que l'État islamique enlève et asservit systématiquement les femmes et les filles en Irak. Elle devient une fervente activisme de la libération des filles et des femmes captives et contre le génocide des Yézidis.
Elle a été la première à dénoncer les abus contre les femmes yézidies devant la région du Kurdistan et à appeler à leur intervention.

## Distinctions
Nareen Shammo est aussi incluse dans la liste 100 Women 2015 de la BBC et 2016 par Salt and Diageo's.
En 2015, elle reçoit aussi la médaille Clara-Zetkin pour les femmes du parti allemand Die Linke, pour son engagement exceptionnel,,,,.